# Ungersheim
Ungersheim é uma comuna francesa na região administrativa de Grande Leste, no departamento Alto Reno. Estende-se por uma área de 13,49 km². Em 2010 a comuna tinha 2 413 habitantes (densidade: 178,9 hab./km²).